# Veřejný ochránce práv (Slovensko)
Veřejný ochránce práv (slovensky Verejný ochranca práv, zkratka VOP) je ombudsman působící na Slovensku. Podle vlastní definice „je možné institut veřejného ochránce práv v právním řádu Slovenské republiky charakterizovat jako kontrolní orgán sui generis ve vztahu k orgánům veřejné správy. Působnost veřejného ochránce práv je konstituovaná na ochranu subjektivních práv – základních práv a svobod a ne ochranu zákonnosti jako takové.“ VOP nemůže měnit rozhodnutí orgánů, ale může je upozornit na nesprávnost konání, nebo nečinnost.
Je volen Národní radou SR z kandidátů, navržených nejméně 15 poslanci. V den volby musí dosáhnout minimálního věku 35 let. Funkční období je pět let; začíná plynout dnem složení slibu. Stejnou osobu lze zvolit za veřejného ochránce práv nejvýše na dvě po sobě následující funkční období. Úřadujícím ombudsmanem je od 1. prosince 2022 Róbert Dobrovodský.
Činnost ombudsmana zabezpečuje Kancelář veřejného ochránce práv sídlící v Bratislavě.

## Působnost
Působnost veřejného ochránce práv se vztahuje na:
- orgány státní správy
- orgány územní samosprávy,
- právnické a fyzické osoby, které podle zvláštního zákona rozhodují o právech a povinnostech fyzických a právnických osob v oblasti veřejné správy, nebo do práv a povinností fyzických a právnických osob v oblasti veřejné správy jinak zasahují.

Nevztahuje se na:
- Národní radu
- prezidenta
- vládu
- komisaře pro děti
- komisaře pro osoby se zdravotním postižením
- Ústavní soud
- Nejvyšší kontrolní úřad
- zpravodajské služby
- rozhodovací pravomoci vyšetřovatelů Policejního sboru
- prokuraturu a soudy s výjimkou orgánů řízení a správy soudů a důvodů předpokládajících disciplinární provinění soudce a prokurátora
- věci operační a mobilizační povahy

## Historie
Základem pro vznik úřadu bylo přijetí ústavního zákona č. 90/2001 Z. z. 23. února 2001, který do osmé hlavy Ústavy zavedl pojem veřejný ochránce práv. Na základě této ústavní úpravy byl přijat zákon č. 564/2001 Z. z., který funkci blíže upravoval. Prvním ombudsmanem byl Národní radou SR zvolen Pavel Kandráč, který složil slib 27. března 2002. Do druhého volebního období byl zvolen 30. ledna 2007. Od 28. března 2012 byla ombudsmankou Jana Dubovcová. 29. března 2017 ji nahradila Mária Patakyová. Její funkční období skončilo 29. března 2022, Národní rada jejího nástupce nezvolila a funkce nebyla obsazena. Nový ombudsman Róbert Dobrovodský byl zvolen až 9. listopadu 2022, funkce se ujal dnem složení slibu 1. prosince 2022.
Aby úřad zůstal funkční i v případě nezvolení nového ombudsmana, přijala Národní rada 8. listopadu 2022 novelu Ústavy, podle které ombudsman zůstává ve funkci i po uplynutí svého funkčního období, až do složení slibu jeho nástupcem. Novela nabyla účinnosti 1. ledna 2023.

## Kancelář veřejného ochránce práv
Slouží k odbornému, organizačnímu a technickému zabezpečení činnosti ombudsmana. Je právnickou osobou se sídlem v Bratislavě. V čele kanceláře stojí vedoucí, jmenovaný ombudsmanem. Podle platného organizačního řádu má kancelář 56 zaměstnanců.
V roce 2014 byl rozpočet kanceláře 1 165 043 eur, z toho 70% rozpočtu bylo určeno na pronájem budovy. V lednu 2014 předseda parlamentu Pavol Paška navrhl, aby se úřad přestěhoval z Bratislavy do Košic. Podle Pašky by ombudsmanka měla „sídlit blíže k problematickým oblastem“. Jana Dubovcová návrh na přesun považovala za „trest a výstrahu veřejnému ochránci práv za aktivity, které vykonává“ a upozornila i na velké náklady stěhování.